# Davide Tizzano
Davide Tizzano, född den 21 maj 1968 i Neapel i Italien, är en italiensk roddare.
Han tog OS-guld i dubbelsculler i samband med de olympiska roddtävlingarna 1996 i Atlanta.